# Rodelle
Cet article possède un paronyme, voir Rodez.
Rodelle (Rodella en ancien occitan) est une commune française située dans le département de l'Aveyron en région Occitanie.
Le patrimoine architectural de la commune comprend quatre  immeubles protégés au titre des monuments historiques : l'église de Lagnac, inscrite en 1983, l'église Saint-Michel, classée en 1991, le château de Dalmayrac, inscrit en 1993, et le dolmen du Roc de la Françoune, inscrit en 1994.

## Géographie

### Localisation
La commune de Rodelle est situé au bord du causse de Lanhac, elle est traversée par le Dourdou de Conques.

### Communes limitrophes
Les communes limitrophes sont  Bozouls, La Loubière, Muret-le-Château, Salles-la-Source, Sébazac-Concourès, Sébrazac et Villecomtal.

### Villages et hameaux
Bezonnes, Lanhac, Saint-Julien-de-Rodelle...

### Hydrographie

#### Réseau hydrographique

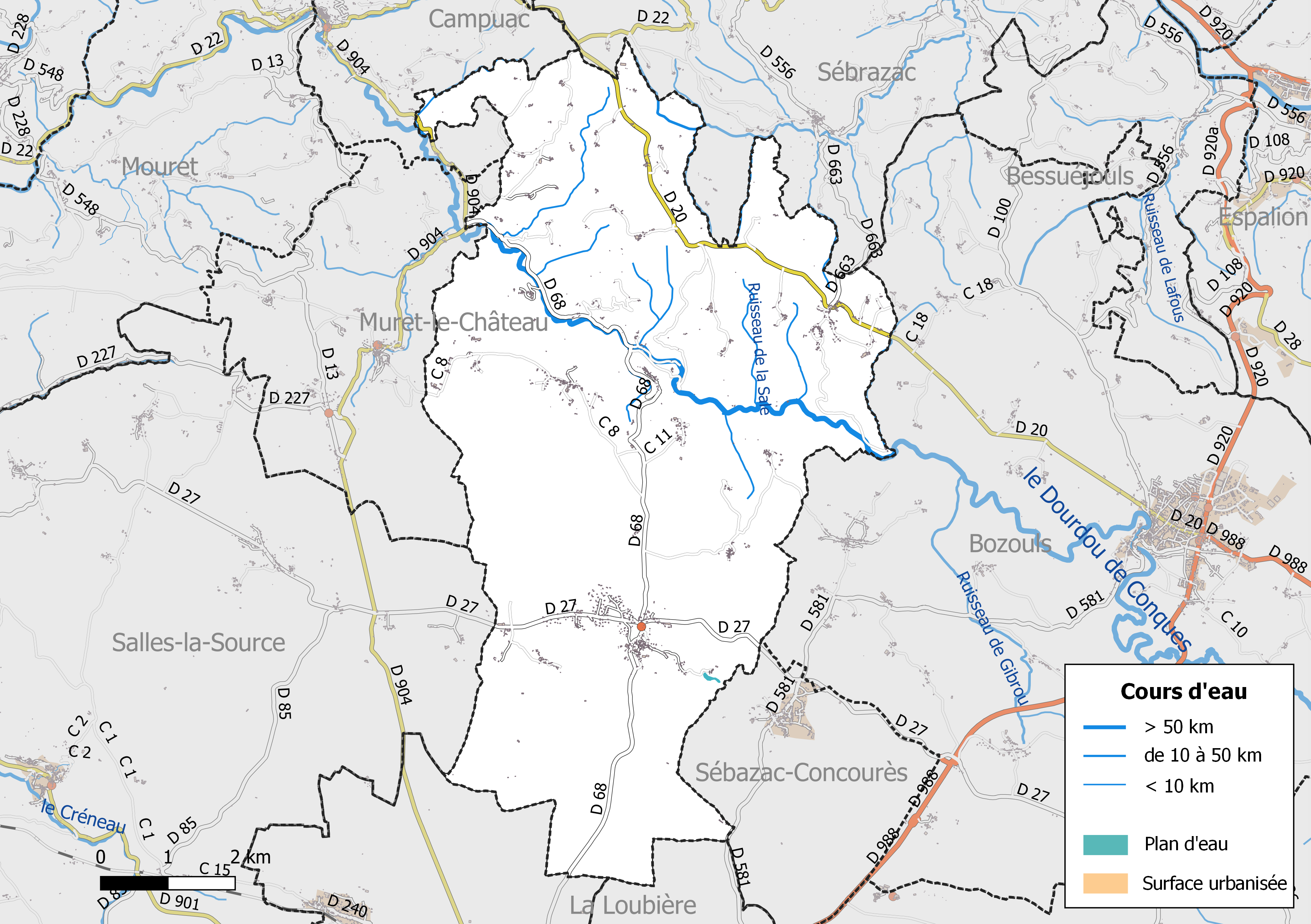
Réseaux hydrographique et routier de Rodelle.

La commune est drainée par le Dourdou de Conques, le ruisseau de Magrane, le ruisseau de Couffiniès, le ruisseau de Fonfrège, le ruisseau de la Sale et par divers petits cours d'eau.
Le Dourdou de Conques, d'une longueur totale de 83,7 km, prend sa source dans la commune de Lassouts et se jette  dans le Lot  à Conques-en-Rouergue, après avoir arrosé 12 communes.

#### Gestion des cours d'eau
La gestion des cours d’eau situés dans le bassin de l’Aveyron est assurée par l’établissement public d'aménagement et de gestion des eaux (EPAGE) Aveyron amont, créé le 1er janvier 2017, en remplacement du syndicat mixte du bassin versant Aveyron amont,,.

### Climat
Pour des articles plus généraux, voir Climat de l'Occitanie et Climat de l'Aveyron.
En 2010, le climat de la commune est de type climat océanique altéré, selon une étude s'appuyant sur une série de données couvrant la période 1971-2000. En 2020, Météo-France publie une typologie des climats de la France métropolitaine dans laquelle la commune est exposée à un climat de montagne et est dans la région climatique Sud-est du Massif Central, caractérisée par une pluviométrie annuelle de 1 000 à 1 500 mm, minimale en été, maximale en automne.
Pour la période 1971-2000, la température annuelle moyenne est de 11,7 °C, avec une amplitude thermique annuelle de 16,3 °C. Le cumul annuel moyen de précipitations est de 1 137 mm, avec 11,7 jours de précipitations en janvier et 6,6 jours en juillet. Pour la période 1991-2020, la température moyenne annuelle observée sur la station météorologique la plus proche, située sur la commune de Salles-la-Source à 11 km à vol d'oiseau, est de 11,1 °C et le cumul annuel moyen de précipitations est de 869,1 mm,. Pour l'avenir, les paramètres climatiques de la commune estimés pour 2050 selon différents scénarios d'émission de gaz à effet de serre sont consultables sur un site dédié publié par Météo-France en novembre 2022.

### Milieux naturels et biodiversité
L’inventaire des zones naturelles d'intérêt écologique, faunistique et floristique (ZNIEFF) a pour objectif de réaliser une couverture des zones les plus intéressantes sur le plan écologique, essentiellement dans la perspective d’améliorer la connaissance du patrimoine naturel national et de fournir aux différents décideurs un outil d’aide à la prise en compte de l’environnement dans l’aménagement du territoire.
Le territoire communal de Rodelle comprend cinq ZNIEFF de type 1, : 
- le « Boisement de la Tissanderie » (47,8 ha), couvrant 2 communes du département[13] ;
- le « Cadayrac et causse de lanhac » (2 580 ha), couvrant 3 communes du département[14] ;
- les « Côtes de Muret-le-Château » (139,3 ha), couvrant 2 communes du département[15] ;
- le « Pech hiver, bois de la Cayrousse et pech de Triou » (2 151 ha), couvrant 4 communes du département[16] ;
- la « Vallée du Dourdou à rodelle » (529,3 ha)[17] ;

et deux ZNIEFF de type 2, : 
- le « Causse comtal » (13 496 ha), qui s'étend sur 9 communes de l'Aveyron[18] ;
- la « Vallée du Dourdou » (5 964 ha), qui s'étend sur 16 communes de l'Aveyron[19].

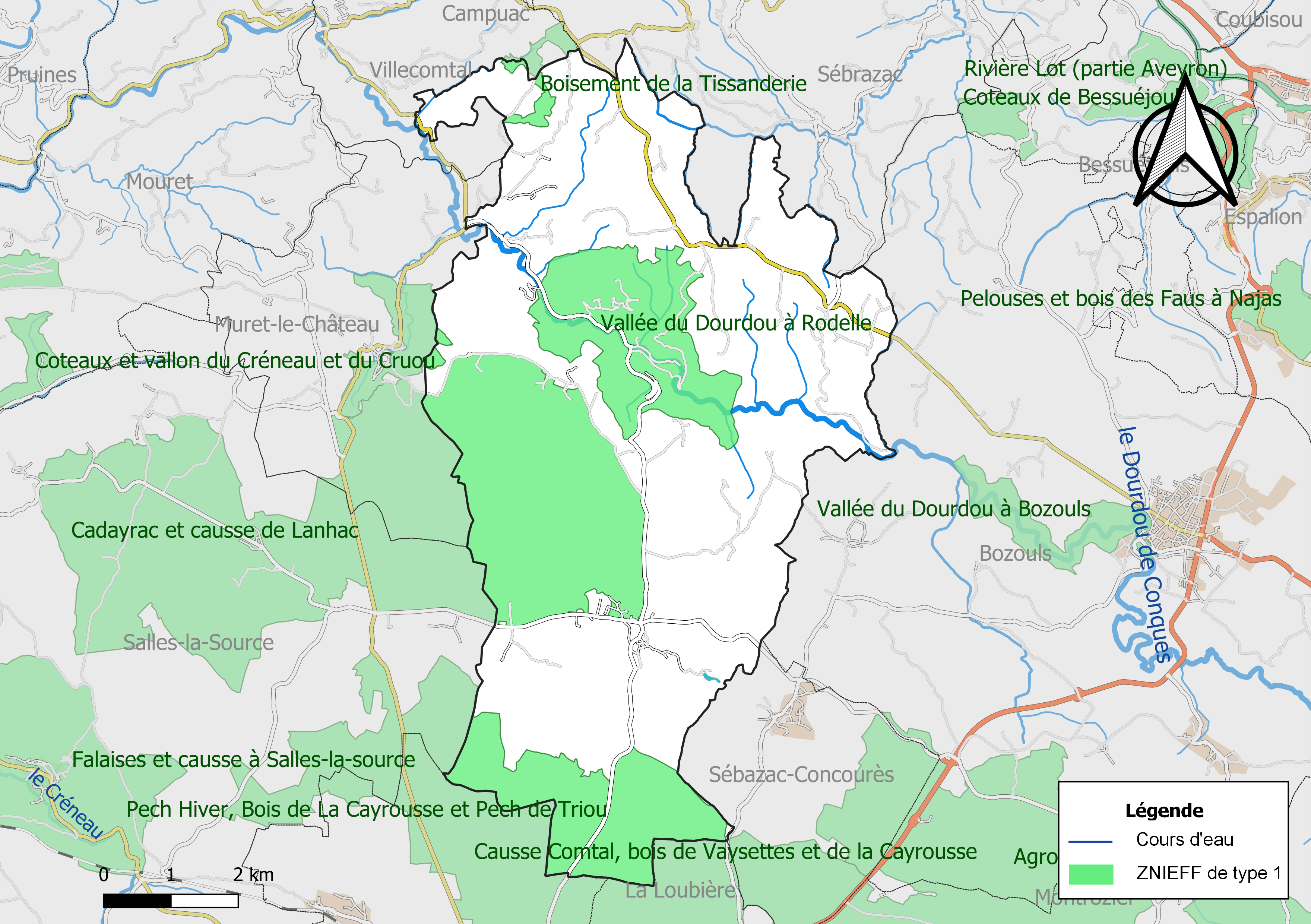
Carte des ZNIEFF de type 1 de la commune.
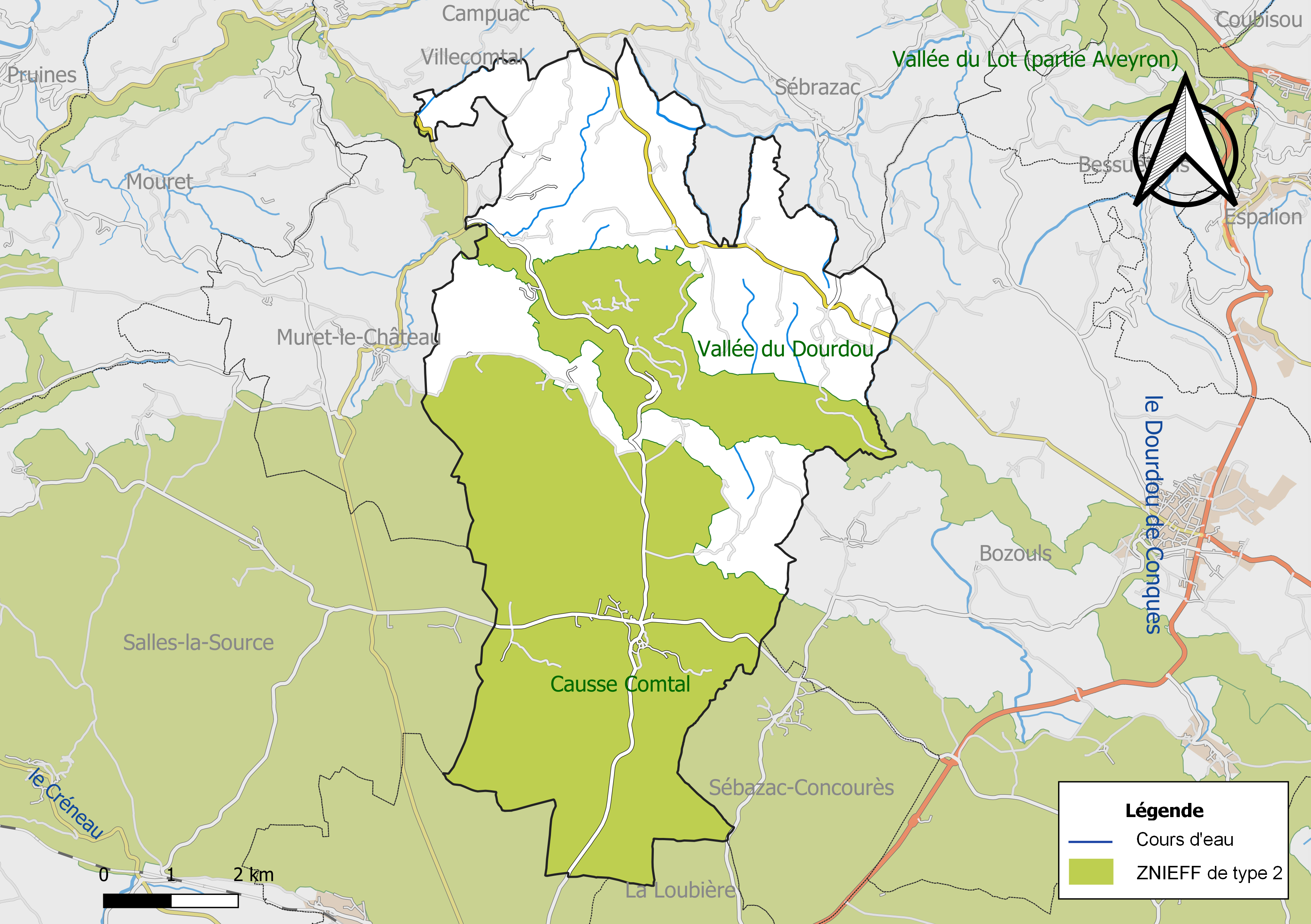
Carte des ZNIEFF de type 2 de la commune.

## Urbanisme

### Typologie
Au 1er janvier 2024, Rodelle est catégorisée commune rurale à habitat très dispersé, selon la nouvelle grille communale de densité à 7 niveaux définie par l'Insee en 2022.
Elle est située hors unité urbaine. Par ailleurs la commune fait partie de l'aire d'attraction de Rodez, dont elle est une commune de la couronne,. Cette aire, qui regroupe 68 communes, est catégorisée dans les aires de 50 000 à moins de 200 000 habitants,.

### Occupation des sols

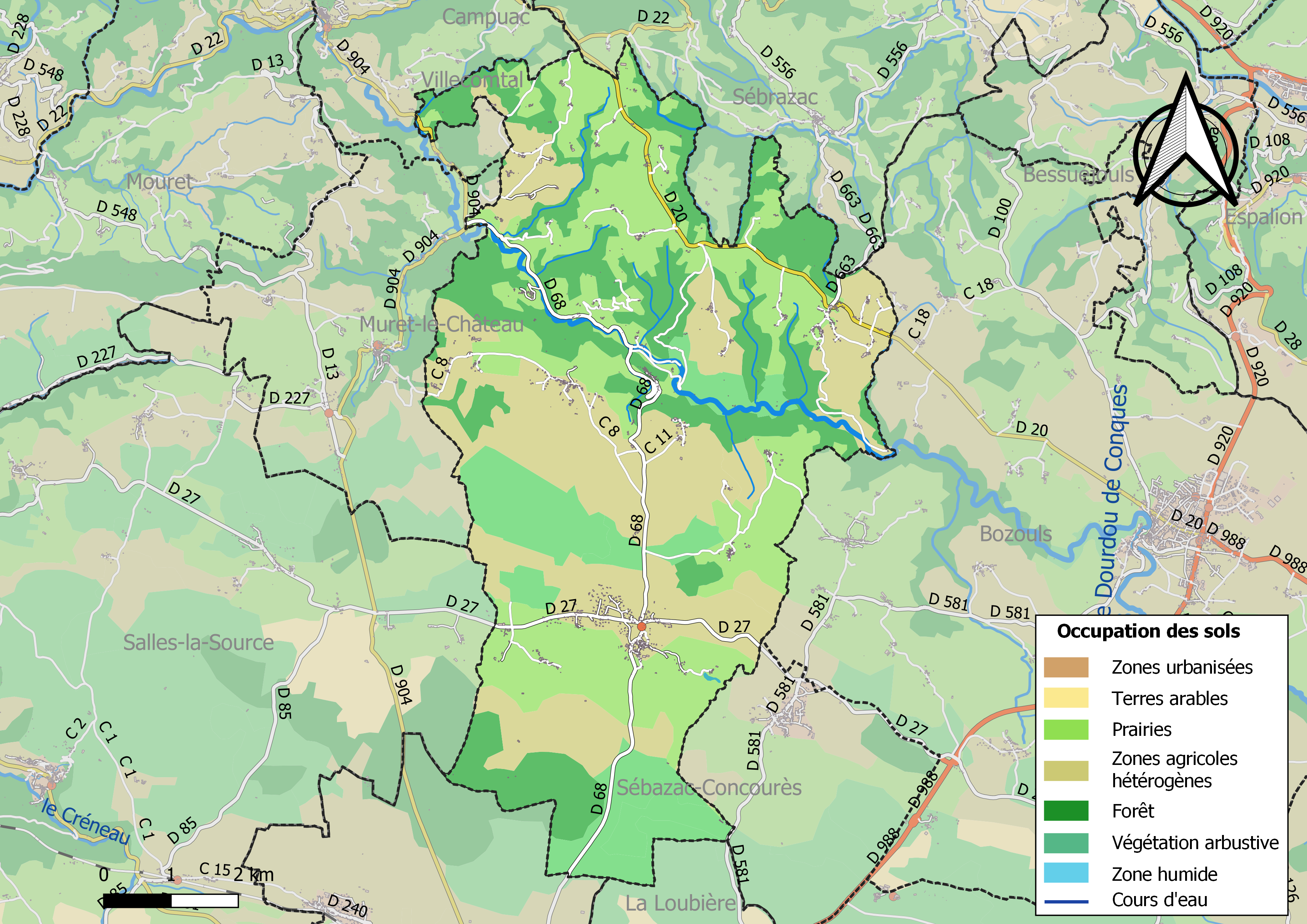
Infrastructures et occupation des sols de la commune de Rodelle.

L'occupation des sols de la commune, telle qu'elle ressort de la base de données européenne d’occupation biophysique des sols Corine Land Cover (CLC), est marquée par l'importance des territoires agricoles (61,3 % en 2018), en augmentation par rapport à 1990 (59,6 %). La répartition détaillée en 2018 est la suivante : 
zones agricoles hétérogènes (30,9 %), prairies (30,4 %), forêts (23,3 %), milieux à végétation arbustive et/ou herbacée (14 %), zones urbanisées (1,4 %).

### Planification
La commune disposait en 2017 d'un plan local d'urbanisme approuvé. Le zonage réglementaire et le règlement associé peuvent être consultés sur le Géoportail de l'urbanisme.

### Risques majeurs
Le territoire de la commune de Rodelle est vulnérable à différents aléas naturels : inondations, climatiques (hiver exceptionnel ou canicule), feux de forêts et séisme (sismicité faible).
Il est également exposé à un risque particulier, le risque radon,.

#### Risques naturels

Zones inondables de la commune de Rodelle.

Certaines parties du territoire communal sont susceptibles d’être affectées par le risque d’inondation par débordement du Dourdou de Conques. Les dernières grandes crues historiques, ayant touché plusieurs parties du département, remontent aux 3 et 4 décembre 2003 (dans le bassin du Lot, de l'Aveyron, du Viaur et du Tarn) et au 28 novembre 2014 (bassins de la Sorgues et du Dourdou). Ce risque est pris en compte dans l'aménagement du territoire de la commune par le biais du Plan de prévention du risque inondation (PPRI) du bassin du « Dourdou de Conques Amont», approuvé le 27 octobre 2014.
Le Plan départemental de protection des forêts contre les incendies découpe le département de l’Aveyron en sept « bassins de risque » et définit une sensibilité des communes à l’aléa feux de forêt (de faible à très forte). La commune est classée en sensibilité forte.
Les mouvements de terrains susceptibles de se produire sur la commune sont soit des mouvements liés au retrait-gonflement des argiles, soit des effondrements liés à des cavités souterraines. Le phénomène de retrait-gonflement des argiles est la conséquence d'un changement d'humidité des sols argileux. Les argiles sont capables de fixer l'eau disponible mais aussi de la perdre en se rétractant en cas de sécheresse. Ce phénomène peut provoquer des dégâts très importants sur les constructions (fissures, déformations des ouvertures) pouvant rendre inhabitables certains locaux. La carte de zonage de cet aléa peut être consultée sur le site de l'observatoire national des risques naturels Géorisques. Une autre carte permet de prendre connaissance des cavités souterraines localisées sur la commune,.

#### Risque particulier
Dans plusieurs parties du territoire national, le radon, accumulé dans certains logements ou autres locaux, peut constituer une source significative d’exposition de la population aux rayonnements ionisants. Toutes les communes du département sont concernées par le risque radon à un niveau plus ou moins élevé. Selon le dossier départemental des risques majeurs du département établi en 2013, la commune de Rodelle est classée à risque moyen à élevé. Un décret du 4 juin 2018 a modifié la terminologie du zonage définie dans le code de la santé publique et a été complété par un arrêté du 27 juin 2018 portant délimitation des zones à potentiel radon du territoire français. La commune est désormais en zone 3, à savoir zone à potentiel radon significatif.

## Histoire
Son nom vient de Ruthenula qui veut dire petit Rodez. Le village est situé sur une arête calcaire qui a d'abord été utilisée par les Gaulois, un château et une église ont ensuite été construits au Moyen Âge. Le site abrite également de nombreuses cavités qui ont servi de refuge.

## Politique et administration

### Découpage territorial
La commune de Rodelle est membre de la communauté de communes Comtal Lot et Truyère, un établissement public de coopération intercommunale (EPCI) à fiscalité propre créé le 1er janvier 2017 dont le siège est à Espalion. Ce dernier est par ailleurs membre d'autres groupements intercommunaux.
Sur le plan administratif, elle est rattachée à l'arrondissement de Rodez, au département de l'Aveyron et à la région Occitanie. Sur le plan électoral, elle dépend du  canton du Causse-Comtal pour l'élection des conseillers départementaux, depuis le redécoupage cantonal de 2014 entré en vigueur en 2015, et de la première circonscription de l'Aveyron  pour les élections législatives, depuis le dernier découpage électoral de 2010.

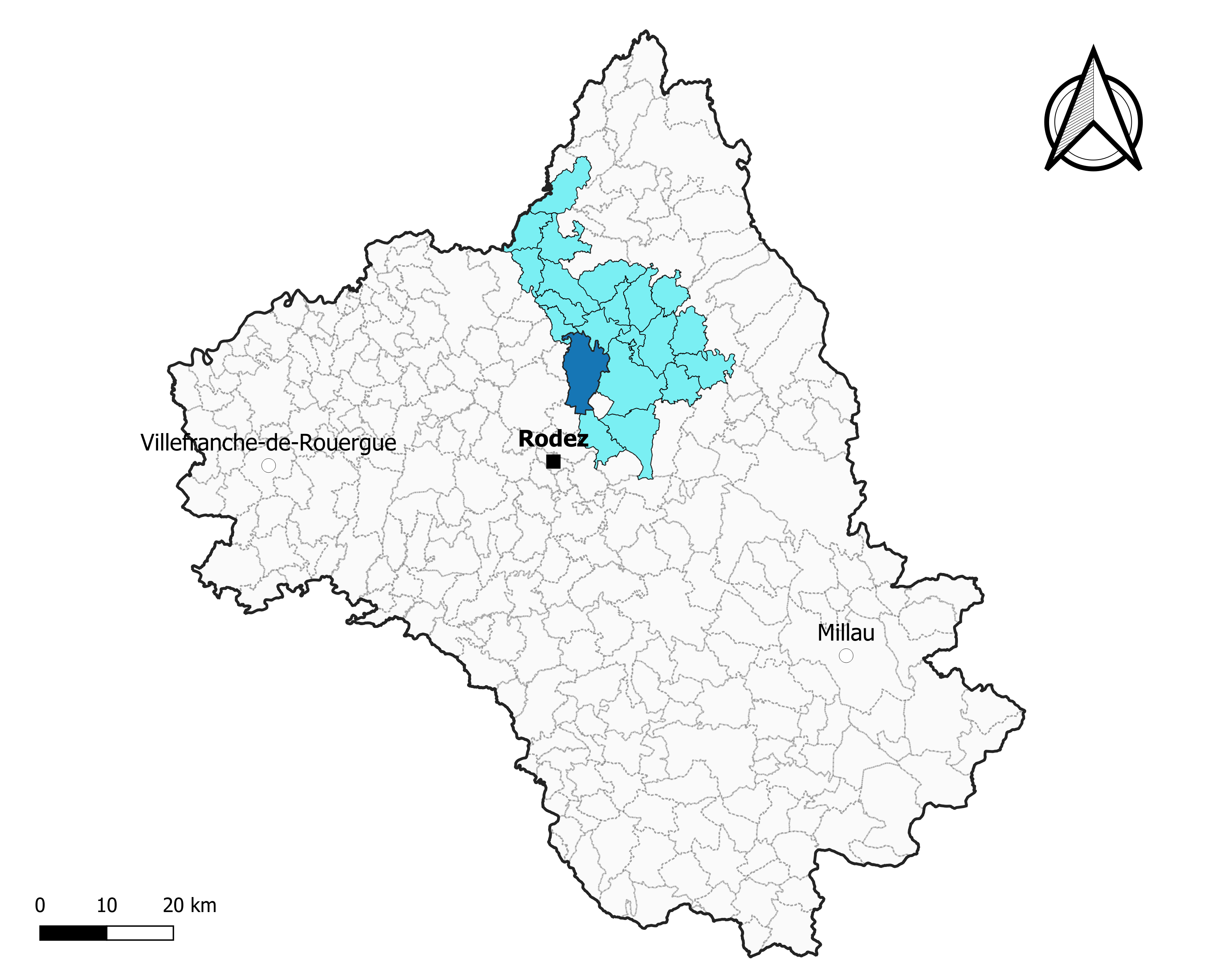
Rodelle dans l'intercommunalité en 2020.
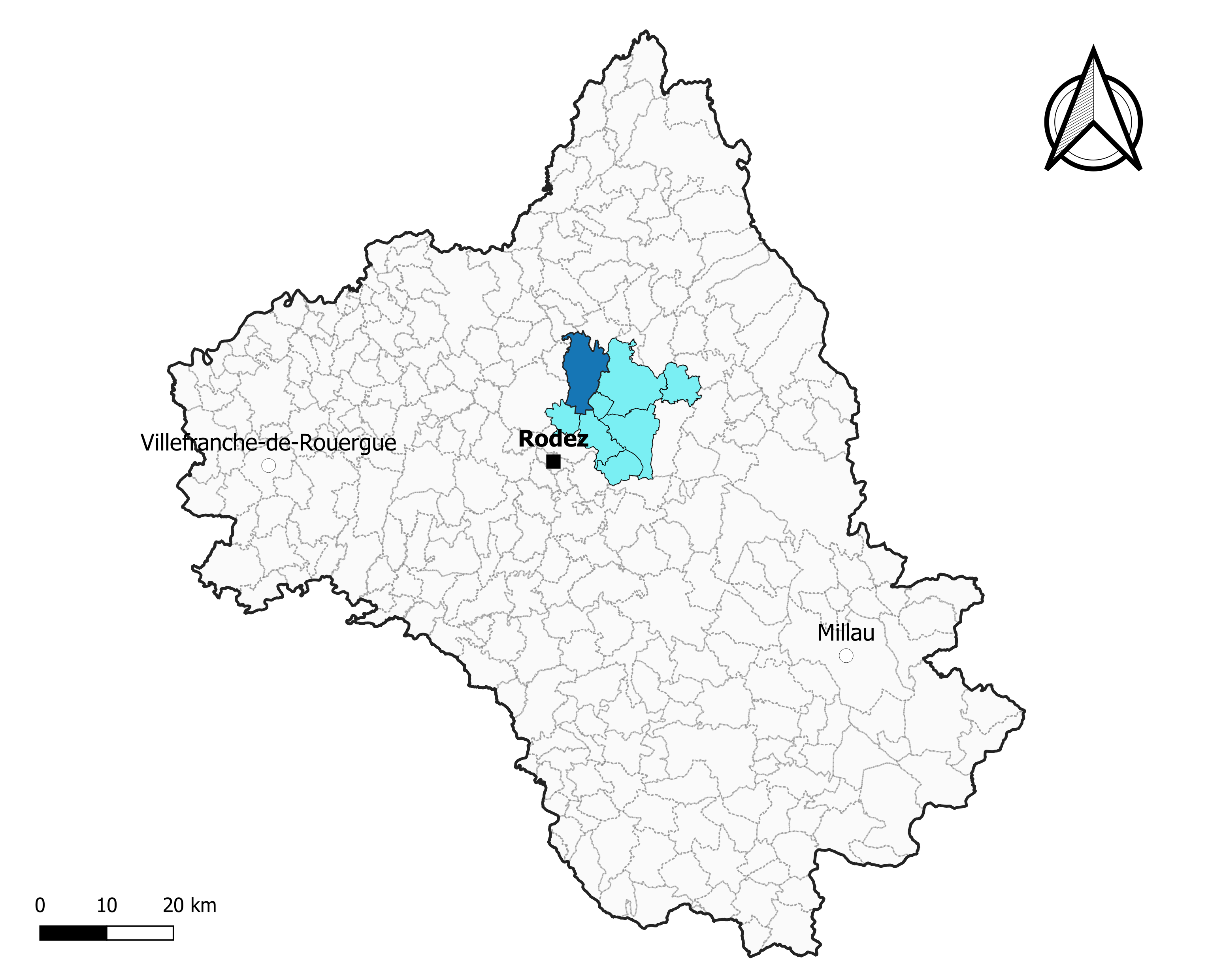
Rodelle dans le canton du Causse-Comtal en 2020.
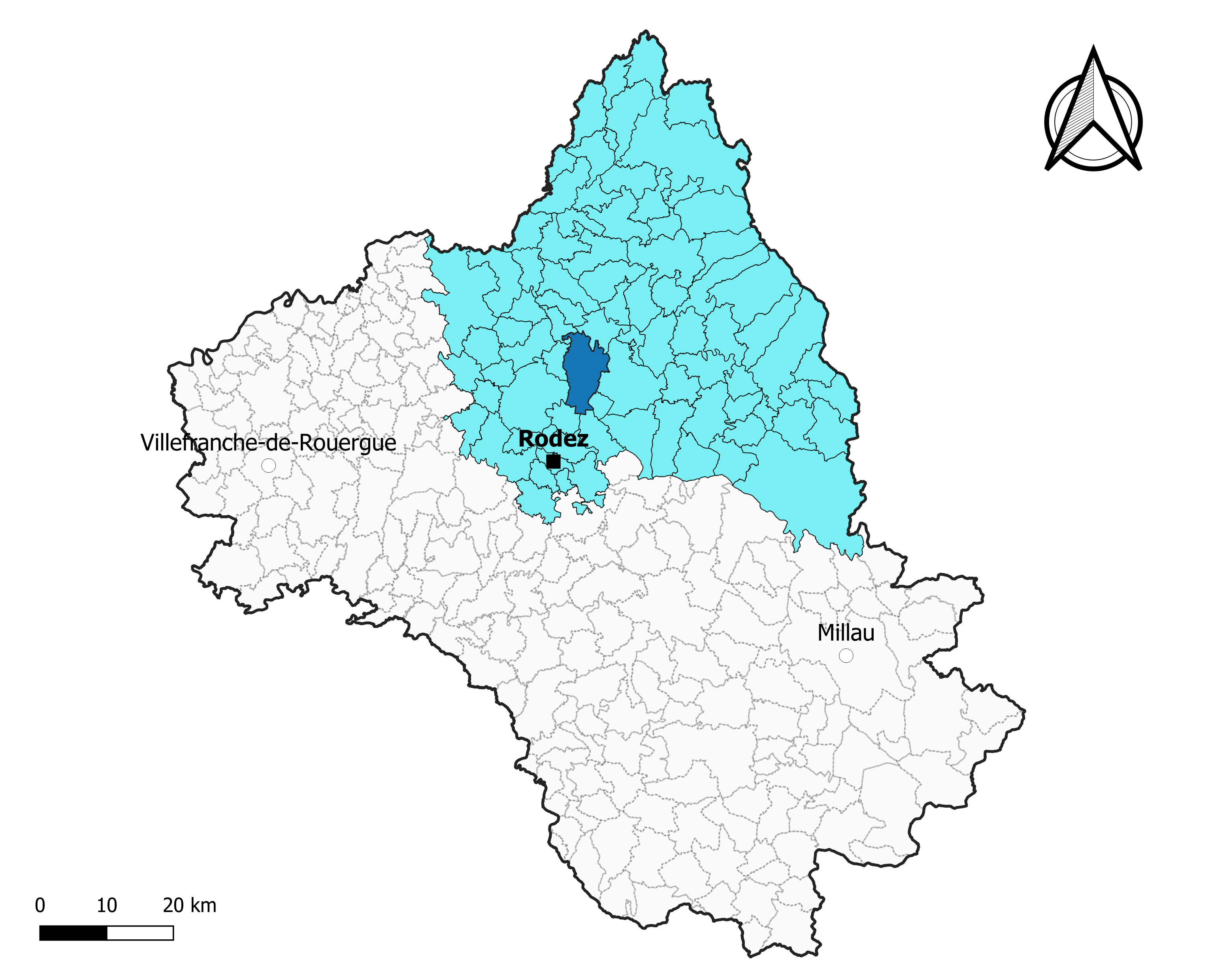
Rodelle dans l'arrondissement de Rodez en 2020.

### Élections municipales et communautaires

#### Élections de 2020
Le conseil municipal de Rodelle, commune de plus de 1 000 habitants, est élu au scrutin proportionnel de liste à deux tours (sans aucune modification possible de la liste), pour un mandat de six ans renouvelable. Compte tenu de la population communale, le nombre de sièges à pourvoir lors des élections municipales de 2020 est de 15. Les quinze conseillers municipaux sont élus au premier tour avec un taux de participation de 29,87 %, issus de la seule liste candidate, conduite par Jean-Michel Lalle. Jean-Michel Lalle, maire sortant, est réélu pour un nouveau mandat le 28 mai 2020.
Les deux sièges attribués à la commune au sein du conseil communautaire de la communauté de communes Comtal Lot et Truyère sont alloués à la liste de Jean-Michel Lalle.

#### Liste des maires
| Période                                  | Période  | Identité           | Étiquette | Qualité                           |
| ---------------------------------------- | -------- | ------------------ | --------- | --------------------------------- |
| 1989                                     | En cours | Jean-Michel Lalle, |           | Ancienne profession intermédiaire |
| Les données manquantes sont à compléter. |          |                    |           |                                   |

## Population et société

### Démographie

#### Évolution démographique
L'évolution du nombre d'habitants est connue à travers les recensements de la population effectués dans la commune depuis 1793. Pour les communes de moins de 10 000 habitants, une enquête de recensement portant sur toute la population est réalisée tous les cinq ans, les populations de référence des années intermédiaires étant quant à elles estimées par interpolation ou extrapolation. Pour la commune, le premier recensement exhaustif entrant dans le cadre du nouveau dispositif a été réalisé en 2008.

En 2022, la commune comptait 1 097 habitants, en évolution de +2,05 % par rapport à 2016 (Aveyron : +0,37 %, France hors Mayotte : +2,11 %).
| 1793  | 1800  | 1821  | 1831  | 1836  | 1841  | 1846  | 1851  | 1856  |
| ----- | ----- | ----- | ----- | ----- | ----- | ----- | ----- | ----- |
| 1 512 | 1 610 | 1 645 | 1 721 | 1 740 | 1 701 | 1 726 | 1 623 | 1 605 |

| 1861  | 1866  | 1872  | 1876  | 1881  | 1886  | 1891  | 1896  | 1901  |
| ----- | ----- | ----- | ----- | ----- | ----- | ----- | ----- | ----- |
| 1 682 | 1 735 | 1 752 | 1 726 | 1 747 | 1 641 | 1 556 | 1 502 | 1 504 |

| 1906  | 1911  | 1921  | 1926  | 1931  | 1936  | 1946  | 1954  | 1962 |
| ----- | ----- | ----- | ----- | ----- | ----- | ----- | ----- | ---- |
| 1 502 | 1 388 | 1 230 | 1 253 | 1 183 | 1 135 | 1 010 | 1 006 | 942  |

| 1968 | 1975 | 1982 | 1990 | 1999 | 2006 | 2008 | 2013  | 2018  |
| ---- | ---- | ---- | ---- | ---- | ---- | ---- | ----- | ----- |
| 884  | 759  | 743  | 845  | 889  | 943  | 959  | 1 052 | 1 056 |

| 2022  | - | - | - | - | - | - | - | - |
| ----- | - | - | - | - | - | - | - | - |
| 1 097 | - | - | - | - | - | - | - | - |

#### Pyramide des âges
La population de la commune est plus jeune que celle du département. En 2020, le taux de personnes d'un âge inférieur à 30 ans s'élève à 30,5 %, soit un taux supérieur à la moyenne départementale (28,5 %). Le taux de personnes d'un âge supérieur à 60 ans (26,9 %) est inférieur au taux départemental (34,9 %).
En 2020, la commune comptait 548 hommes pour 523 femmes, soit un taux de 51,17 % d'hommes, supérieur au taux départemental (49,38 %).
Les pyramides des âges de la commune et du département s'établissent comme suit :
| Hommes | Classe d’âge | Femmes |
| ------ | ------------ | ------ |
| 0,8    | 90 ou +      | 1,6    |
| 5,1    | 75-89 ans    | 6,5    |
| 21,1   | 60-74 ans    | 18,7   |
| 22,8   | 45-59 ans    | 22,4   |
| 19,5   | 30-44 ans    | 20,5   |
| 11,8   | 15-29 ans    | 11     |
| 18,9   | 0-14 ans     | 19,2   |

| Hommes | Classe d’âge | Femmes |
| ------ | ------------ | ------ |
| 1,3    | 90 ou +      | 3      |
| 10,3   | 75-89 ans    | 13,5   |
| 21,3   | 60-74 ans    | 21,3   |
| 20,8   | 45-59 ans    | 20,1   |
| 16,4   | 30-44 ans    | 15,7   |
| 14,8   | 15-29 ans    | 12,2   |
| 15,3   | 0-14 ans     | 14,3   |

## Économie

### Revenus
En 2018  (données Insee publiées en septembre 2021), la commune compte 422 ménages fiscaux, regroupant 1 065 personnes. La médiane du revenu disponible par unité de consommation est de 24 430 € (20 640 € dans le département).

### Emploi
| Division       | 2008  | 2013  | 2018  |
| -------------- | ----- | ----- | ----- |
| Commune        | 2,9 % | 4,5 % | 3,8 % |
| Département    | 5,4 % | 7,1 % | 7,1 % |
| France entière | 8,3 % | 10 %  | 10 %  |

En 2018, la population âgée de 15 à 64 ans s'élève à 651 personnes, parmi lesquelles on compte 82,2 % d'actifs (78,3 % ayant un emploi et 3,8 % de chômeurs) et 17,8 % d'inactifs,. Depuis 2008, le taux de chômage communal (au sens du recensement) des 15-64 ans est inférieur à celui de la France et du département.
La commune fait partie de la couronne de l'aire d'attraction de Rodez, du fait qu'au moins 15 % des actifs travaillent dans le pôle,. Elle compte 130 emplois en 2018, contre 144 en 2013 et 124 en 2008. Le nombre d'actifs ayant un emploi résidant dans la commune est de 521, soit un indicateur de concentration d'emploi de 25 % et un taux d'activité parmi les 15 ans ou plus de 64,2 %.
Sur ces 521 actifs de 15 ans ou plus ayant un emploi, 89 travaillent dans la commune, soit 17 % des habitants. Pour se rendre au travail, 87,1 % des habitants utilisent un véhicule personnel ou de fonction à quatre roues, 0,4 % les transports en commun, 3,7 % s'y rendent en deux-roues, à vélo ou à pied et 8,8 % n'ont pas besoin de transport (travail au domicile).

### Activités hors agriculture

#### Secteurs d'activités
76 établissements sont implantés  à Rodelle au 31 décembre 2019. Le tableau ci-dessous en détaille le nombre par secteur d'activité et compare les ratios avec ceux du département,.
| Secteur d'activité                                                                                        | Commune | Commune | Département |
| Secteur d'activité                                                                                        | Nombre  | %       | %           |
| --- | ------- | ------- | ----------- |
| Ensemble                                                                                                  | 76      |         |             |
| Industrie manufacturière, industries extractives et autres                                                | 19      | 25 %    | (17,7 %)    |
| Construction                                                                                              | 15      | 19,7 %  | (13 %)      |
| Commerce de gros et de détail, transports, hébergement et restauration                                    | 13      | 17,1 %  | (27,5 %)    |
| Activités financières et d'assurance                                                                      | 2       | 2,6 %   | (3,4 %)     |
| Activités immobilières                                                                                    | 3       | 3,9 %   | (4,2 %)     |
| Activités spécialisées, scientifiques et techniques et activités de services administratifs et de soutien | 13      | 17,1 %  | (12,4 %)    |
| Administration publique, enseignement, santé humaine et action sociale                                    | 4       | 5,3 %   | (12,7 %)    |
| Autres activités de services                                                                              | 7       | 9,2 %   | (7,8 %)     |

Le secteur de l'industrie manufacturière, des industries extractives et autres est prépondérant sur la commune puisqu'il représente 25 % du nombre total d'établissements de la commune (19 sur les 76 entreprises implantées  à Rodelle), contre 17,7 % au niveau départemental.

#### Entreprises
Les deux entreprises ayant leur siège social sur le territoire communal qui génèrent le plus de chiffre d'affaires en 2020 sont : 
- EURL Braley Rouergue Loca Benne, location de camions avec chauffeur (10 073 k€) ;
- DSB, services administratifs combinés de bureau (134 k€).

### Agriculture
La commune est dans les Grands Causses, une petite région agricole occupant le sud-est du département de l'Aveyron. En 2020, l'orientation technico-économique de l'agriculture  sur la commune est l'élevage d'ovins ou de caprins.
|               | 1988  | 2000  | 2010  | 2020  |
| ------------- | ----- | ----- | ----- | ----- |
| Exploitations | 91    | 64    | 61    | 49    |
| SAU (ha)      | 3 010 | 3 540 | 3 667 | 3 696 |

Le nombre d'exploitations agricoles en activité et ayant leur siège dans la commune est passé de 91 lors du recensement agricole de 1988  à 64 en 2000 puis à 61 en 2010 et enfin à 49 en 2020, soit une baisse de 46 % en 32 ans. Le même mouvement est observé à l'échelle du département qui a perdu pendant cette période 51 % de ses exploitations,. La surface agricole utilisée sur la commune a quant à elle augmenté, passant de 3 010 ha en 1988 à 3 696 ha en 2020. Parallèlement la surface agricole utilisée moyenne par exploitation a augmenté, passant de 33 à 75 ha.

## Culture locale et patrimoine

### Lieux et monuments

#### Dolmen du Roc de la Françoune
Inscrit MH (1994)

#### Château de Dalmayrac
Inscrit MH (1993)

#### Château de La Goudalie

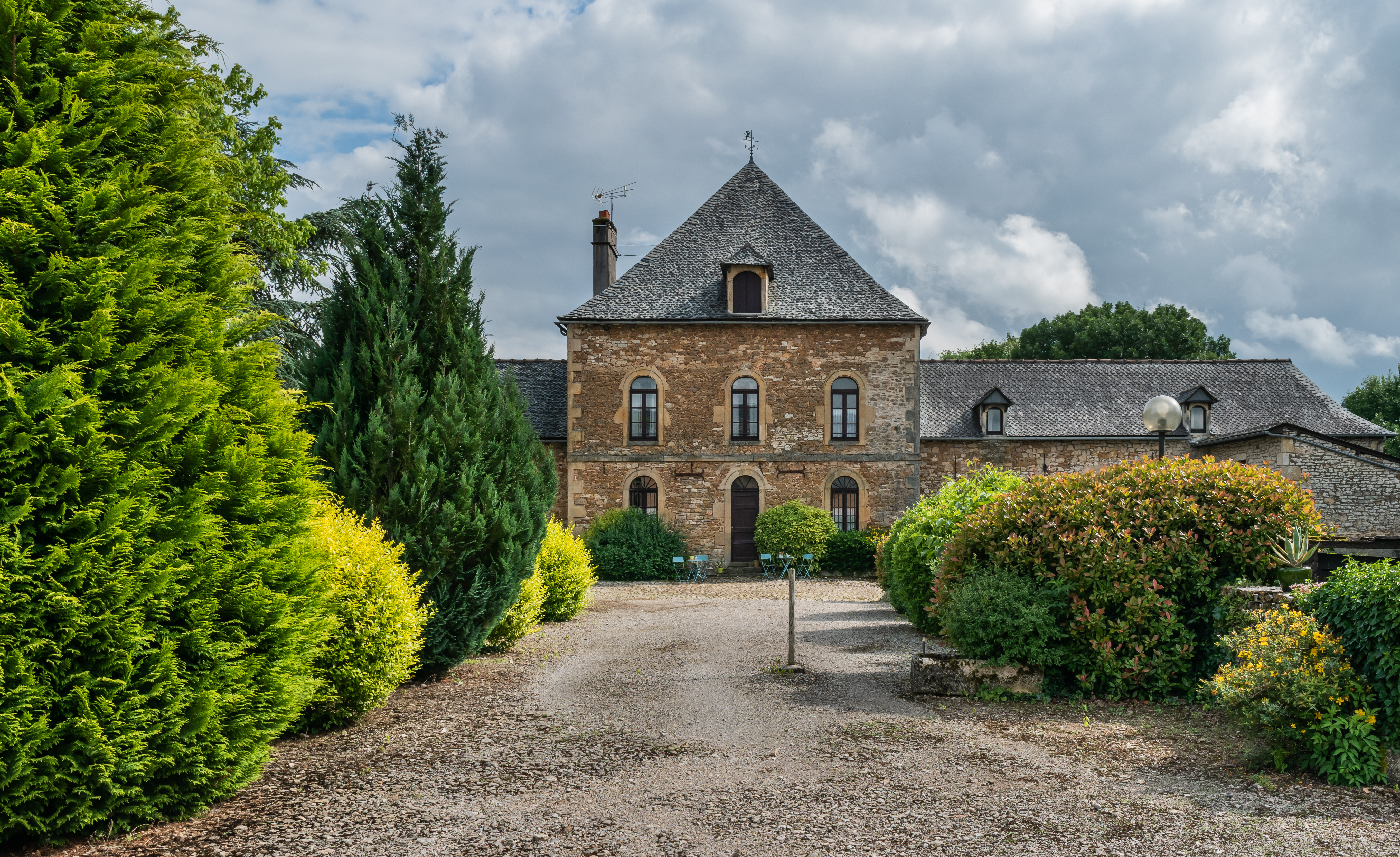
Château de La Goudalie.

Le château de La Goudalie, reconstruit au XVIIIe siècle sur un château ancien. Étienne Goudal, seigneur de la Goudalie au XIVe siècle. Il avait appartenu le 3 juin 1286 à Irlande Ramonde, femme d'Hugues de Messac, damoiseau, et son neveu, Rigal de Messac en fit hommage en 1413 au comte de Rodez.

#### Grotte de Tarcise
La Grotte de Sainte Tarcise tient son nom de celui Tarcisse, une jeune fille de la noblesse mérovingienne qui, refusant d'épouser le barbare auquel elle était destinée, se réfugia en 525 dans cette grotte où, selon la légende Dieu lui avait demandé de se retirer, elle fut nourrie par une chèvre.

### Patrimoine religieux
- Église Sainte-Eulalie de la Baraque.
- Église Saint-Julien de Saint-Julien-de-Rodelle.
- Église Saint-Nicolas de Bezonnes.
- Église Saint-Saturnin de Maymac.
- Église Saints-Fabien-et-Sébastien de Fijaguet.
- Chapelle Sainte-Tarcisse de Rodelle. Chapelle dédiée à sainte Tarcisse ou Tarcice, vierge à Rodez[61].

#### Église Saint-Étienne de Lanhac
Inscrit MH (1983)
Église Saint-Étienne de Lanhac. Dans le hameau de Lagnac ou Lanhac, située à quelques kilomètres à l'ouest de Rodelle, l'église du XVe siècle possède un clocher tors.

#### Église Saint-Michel de Rodelle
Classé MH (1991)
L'église Saint-Michel de Rodelle date du XIIIe siècle, elle possède un clocher peigne typique de la région, elle fut bâtie sur l'emplacement de l'ancien château.

### Héraldique
| Blason de Rodelle | Blason  | Parti : au 1er de gueules au léopard lionné d'or, au 2e d'azur au lys des jardins d'argent fleuri de trois pièces, la tige du milieu enfilée d'une couronne du même, le tout sommé d'un chef de gueules chargé de trois annelets d'or. |
| Blason de Rodelle | Détails | Le statut officiel du blason reste à déterminer. |